# یادگیری و ارتباط در زنبورها
این نوشتار به بررسی یادگیری و ارتباط در گونه‌های زنبور می‌پردازد.

## یادگیری

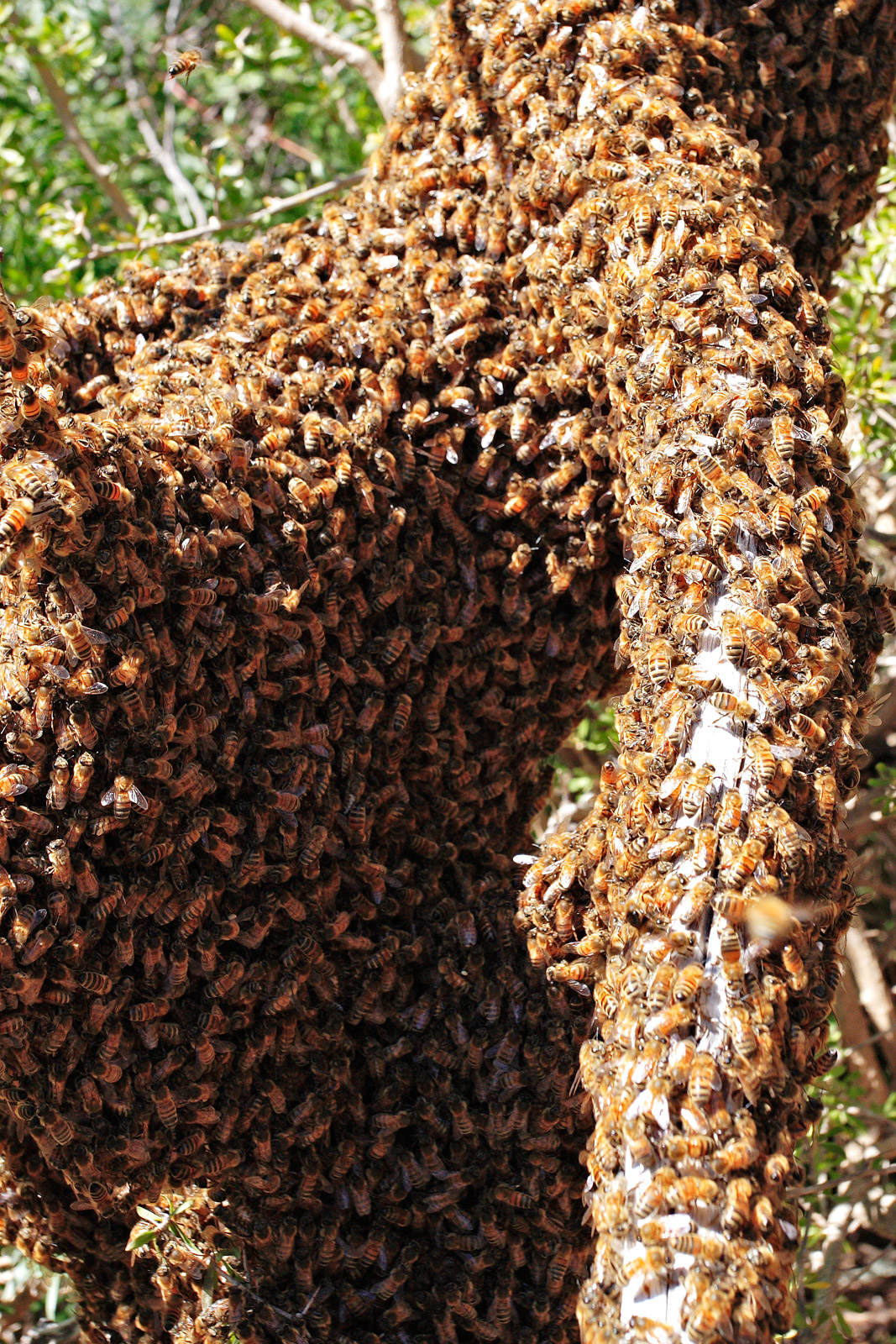
Swarming bees require good communication in order to congregate all in the same spot

یادگیری عاملی ضروری در جستجوی کارامد بدنبال غذاست. به ندرت پیش می‌آید که زنبورهای عسل سرزدن به گیاهان فقیر از لحاظ منابع غذایی را بیش از چند بار تکرار کنند. یک جستجوگر غذا به تنهایی در آغازین ساعات روز به چندین گل مختلف سرکشی می‌کند و اگر در نوع خاصی از گل‌ها جاذبه و منابع غذایی به حد کافی وجود داشته باشد، در بیشتر ساعات روز به همان نوع خاص از گل سر خواهد زد، مگر اینکه گیاه مورد نظر دیگر منابع غذایی را تولید نکند یا اینکه شرایط جوی تغییر کند. زنبورهای عسل مهارت ویژه‌ای در یادگیری تجمعی دارند، و بسیاری از پدیده‌های مشاهده شده در نمونه‌های پرورش یافته به روش کلاسیک در زنبورهای عسل رفتاری مشابه سایر بندتنانی که بیشتر سوژه چنین آزمایش‌هایی قرار می‌گیرند از خود نشان می‌دهند.
جویندگان غذا به داخل یک پیچ راه به شکل Y هدایت شدند، که ورودی آن با رنگ خاصی علامت‌گذاری شده بود. درون پیچ راه یک نقطه انشعاب در نظر گرفته شده بود که در آن زنبور عسل باید یکی از دو مسیر پیش رو را انتخاب می‌کرد، یکی از مسیرها که به منابع غذلیی ختم می‌شد، با همان رنگی که در ورودی پیچ راه استفاده شده بود، علامت‌گذاری شده بود، در حالیکه دیگری با رنگ متفاوتی علامت‌گذاری شده بود. جویندگان غذا تواانستند راه درست را انتخاب کنند؛ و این نتیجه وقتی که از روش نشانه‌گذاری متفاوتی (هاشورهای سیاه و سفید در جهت‌های مختلف) جایگزین رنگ‌های متفاوت شده بودند، نیز بدست آمد. وقتی که شرایط آزمایش برعکس شد، یعنی زنبورها درازای انتخاب گذرگاه داخلی که با نمادی مغایر با نماد به کاررفته در ورودی نشانه‌گذاری شده بود، به غذا رسیدند، آن‌ها باز هم یاد گرفتند که مسیر درست را انتخاب کنند. با گسترش طول تونل به منظور افزایش مدت زمان میان دیدن یک نشانه که راه درست را نشان می‌داد، تا دومین نشانه که مسیر درست را مشخص می‌کرد، ثابت کرد که زنبورها می‌توانند اطلاعات را در حافظه کاری تصویری خود، تا مدت زمان حدود ۵ ثانیه، برابر حافظه کوتاه مدت در پرندگان، نگه دارند.

## یادگیری رنگ‌ها در زنبورهای عسل
یکی از رایج‌ترین راههایی که زنبورهای عسل، یا همان Apis mellifera، توانایی یادگیری تجمعی را به نمایش می‌گزارند، در زمینه تشخیص رنگ‌ها و وظایف بازشناسی اشیا از یکدیگر است. درست همانند سایر گونه‌های مهره داران چون موش‌ها و کبوترها که می‌توان آن‌ها را برای انجام وظایف مرتبط با یادگیری تجمعی تربیت کرد، زنبورهای عسل سوژه عالی برای وظایف مبتنی بر بازشناسی و حافظه رنگ هستند. دانشمندانی چون Karl von Frisch در اوایل دهه ۱۹۰۰ و پس از او Randolf Menzel شروع به مطرح کردن سؤالاتی دربارهٔ وجود، درجه‌های یادگیری، حافظه و مدت بینایی رنگی در زنبورها کردند.]۲[

## بازشناسی رنگ‌ها
شکل ۱. آزمودن بینایی رنگی در زنبورهای عسل اکثریت زنبورها همانطور که آموزش دیده بودند مستقیماً به سوی ظرفی که زمینه آبی رنگ داشت پرواز کردند. بنابراین آن‌ها قادر بودند میان زمینه‌های آبی و خاکستری را تمیز دهند، که این نشانه برخورداری از بینایی رنگی است.
Karl von Frisch، جانورشناس استرالیایی پژوهش را حول بینایی رنگی در زنبورهای عسل با پرسیدن اولین سؤال در سال ۱۹۱۹ آغاز کرد: آیا بینایی رنگی در زنبورها وجود دارد؟ وی با به کار گرفتن توانایی‌های زنبورها در یادگیری تجمعی، یک آزمایش استادانه برای اثبات اینکه زنبورها به واقع قادر به بازشناسی رنگ‌ها هستند، ترتیب داد.]۲[
von Frisch برای آزمودن بینایی رنگی، زنبورهای عسل خود را آموزش داد تا از یک ظرف کوچک پر از آب شیرین شربت مانند غذا بخورند. این ظزف بر روی یک تکه مقوای کوچک به رنگ آبی قرار گرفته بود، به‌طوری‌که این رنگ در حین خوردن غذا در مقابل چشم زنبورها قرار داشت. هنگامی که زنبورها به مقوای آبی رنگ عادت کرده بودند، von Frisch در اطراف این تکه مقوای آبی رنگ ظروف کوچکی، بر روی تکه مقواهایی هم اندازه با آن و در درجه‌های مختلفی از رنگ خاکستری قرار داد.]۳[ اگر زنبورها قادر به تمیز دادن میان رنگ‌ها نباشند، نخواهند توانست تکه مقوای آبی رنگ را در میان بسیاری تکه مقواهای خاکستری رنگ تشخیص دهند. بنابراین von Frisch پیش‌بینی می‌کرد با فرض اینکه زنبورها بینایی رنگی نداشته باشند، به نرخ برابر به سراغ مقواهای آبی و خاکستری خواهند رفت، چرا که نمی‌توانند تفاوتی میان آن‌ها قایل شوند.]۲[
اما وقتی که وی زنبورها را به سوی ظرف‌ها فرستاد، مشاهده کرد که اکثریت قریب به اتفاق زنبورها مستقیماً به سوی تکه مقوای آبی رنگی که پیش از آن شربت آب و شکر خود را روی آن یافته بودند پرواز کردند.]۳[
زنبورها تا حد زیادی نسبت به تکه مقواهای خاکستری که فاقد منابع غذایی بودند، بی اعتنایی نشان می‌دادند. این کنکاش هدفمند و نشانه‌گیری مقوای آبی رنگ نشان داد که زنبورها بدون شک می‌توانند میان رنگ‌های خاکستری و آبی تمایز قایل شوند، که خود نشان از وجود بینایی رنگی در زنبورها می‌باشد.]۳[ von Frisch همین آزمایش پایه را تکرار کرد تا نشان دهد که زنبورها نتایج مشابهی را در ازای رنگ‌های دیگری چون قرمز و زرد تولید خواهند کرد.]۲[ از آن پس محققان دیگر قادر بودند این طرح آزمایشگاهی عالی را روی مهره داران دیگر نیز پیاده‌سازی کنند، و آن را به ابزار گرانبهایی در آزمودن بینایی رنگی در بسیاری از ارگانیسم‌ها تبدیل کردند.

## درجه‌های مختلف و اولویت‌های یادگیری رنگ‌ها

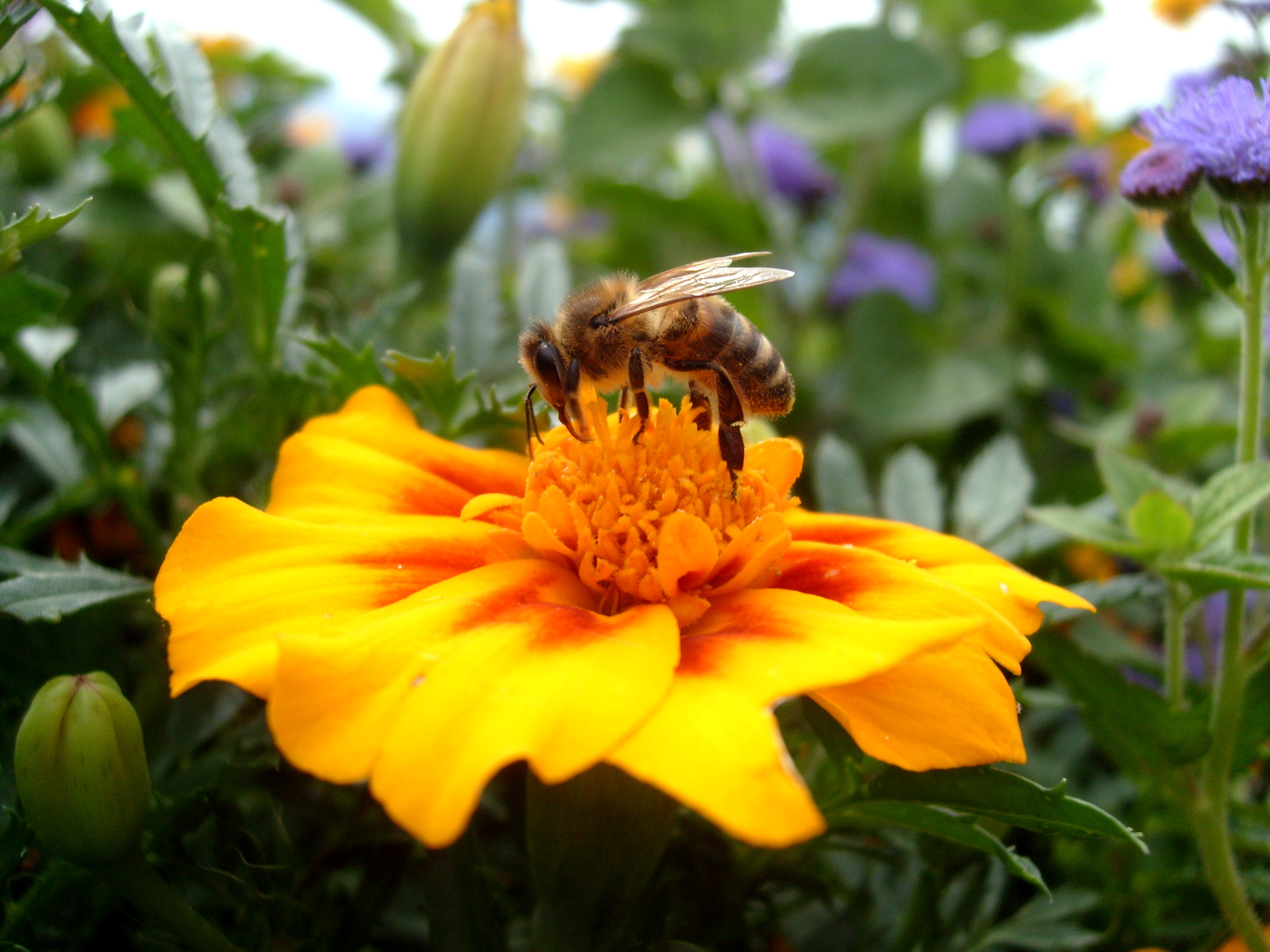
Figure 2. Honey bee collecting pollen

پس از مطالعات ابتدایی von Frisch، دانشمند آلمانی، Randolf Menzel مطالعه بینایی رنگی در زنبورهای عسل را ادامه داد و آزمون‌های مفصل تری را ترتیب داد. وی کنجکاو بود بداند زنبورهای عسل چه رنگ‌هایی را می‌توانند سریع تر یاد بگیرند، و اینکه آیا زنبورها در یادگیری رنگ‌های خاصی استعداد بیشتری دارند.
او از نورهایی با رنگ و شدت مختلف برای ایجاد حلقه‌های نوری روی یک سطح صاف استفاده کرد. این شرایط مشابه تکه مقواهای رنگی مورد استفاده توسط von Frisch بود، منتها با استفاده از نور به جای مقوا، Menzel قادر بود به راحتی شدت و رنگ نور را تغییر دهد.]۲[ او می‌توانست به سادگی و با تنظیم میزان تابش نور مجموعه گسترده‌ای از شرایط آزمایشی را ایجاد کند.
برای کشف پیچیدگی‌های بینایی رنگی در زنبور، که von Frisch آن را اثبات کرده بود، یک آزمایش با هدف آزمودن توانایی زنبورها در تمیز دادن دو رنگ متفاوت از یکدیگر ترتیب داده شد. برای این کار، Menzel از یک حلقه نور رنگی تابانده شده حول یک ظرف کوچک که می‌توانست حاوی شربت آب و شکر باشد استفاده کرد.]۲[ سپس Menzel حلقه دیگری با نور متفاوت حول ظرف دیگری با مقداری فاصله نسبت به ظرف اول تاباند. پس از آن یک زنبور در نقطه‌ای با فاصله مساوی از هر دو حلقه نوری متفاوت قرار داده شد و برای انتخاب ظرفی که شربت آب و شکر همیشگی را باید در آن جستجو کند آزاد گذاشته شد. تنها یکی از حلقه‌های نوری رنگی ظرف حاوی شربت آب و شکر را احاطه کرده بود؛ و دیگری خالی بود. به این ترتیب Menzel قادر بود سرعت یادگیری زنبورها را در قرار دادن اولویت بر جستجوی نور تداعی‌کننده غذا به‌طور اخص و بی اعتنایی به ظرفی که نور تداعی‌کننده پوچی آن را احاطه کرده بود، اندازه بگیرد.]۴[
به طرز جالب توجهی نتایج آزمایش نشان داد که زنبورها در یادگیری تمایز میان همه جفت رنگ‌ها به یک اندازه خوب عمل نمی‌کنند. سریع‌ترین نرخ یادگیری مربوط به زمانی می‌شد که نور ارغوانی رنگ تداعی‌کننده غذا بود.]۴[ یادگیری رنگ سبز برای زنبورها از همه مشکل تر بود، و سایر رنگ‌ها در نقطه‌ای بین ایندو قرار گرفتند. این یافته سندی بر یک جانبه گرایی ذاتی در بینایی رنگی زنبورهاست و با توجه به اینکه بینایی رنگی در زنبورها آن‌ها را قادر به تشخیص گل‌های مختلف حامل شیره از یکدیگر، که بسیار شبیه به ظرف‌های حاوی غذا هستند، می‌سازد، به طرز فزاینده‌ای منطقی است.]۴[ از آنجا که گل‌ها بیشتر به رنگ ارغوانی هستند تا سبز منطقی است که زنبورها بیشتر نسبت به رنگ‌هایی که احتمال رسیدن به غذا درآن‌ها بیشتر است، حساس باشند.]۲[

## حافظه رنگ
Menzel پس از انجام این کار بر روی اولویت بندی رنگ‌ها، آزمایش‌های خود را گسترش داد و به مطالعه حافظه در بینایی رنگی زنبورهای عسل پرداخت. او می‌خواست بداند زنبور عسل به چند بار آزمون و خطا نیاز دارد تا هنگامی که با چندین انتخاب برای رسیدن به غذا روبرو می‌شود، با اطمینان رنگی را که سابقاً به غذا رسیده‌است را انتخاب کند و زنبورهای عسل تا چه مدت زمانی قادرند اطلاعات مربوط به رنگ‌هایی که به غذا می‌رسند، را در خاطر نگاه دارند.
Menzel برای یافتن پاسخ این سؤالات، چندین آزمایش انجام داد. ابتدا وی مقداری شیرینی را روی یک پس زمینه رنگی تنها یک بار به هر یک از زنبورها نشان داد. ]۴[ سپس وی برای چند روز این زنبورها را در قفس‌های کوچکی، بدون اینکه نمونه دیگری ببینند، نگاه داشت. پس از چند روز وی هر یک از زنبورها را به یکباره با چندین ظرف که هرکدام روی زمینه رنگی متفاوتی قرار داشتند روبرو ساخت. یکی از این رنگ‌ها همان بود که اولین بار استفاده شده بود.]۲[ سایر رنگ‌ها جدید و عاری از غذا بودند. به طرز شگفتی آوری، پس از دیدن تنها یک نمونه و گذر چندین روز بدون رویارویی با رنگ تداعی‌کننده غذا، زنبورها بیش از پنجاه درصد زمان را به درستی صرف جستجوی غذا در رنگ مورد استفاده در مرحله اول کردند.]۴[
پس از آن Menzel همین آزمایش را روی دسته دیگری از زنبورها انجام داد، به‌طوری‌که همه عوامل ثابت بودند، جز اینکه در دور دوم آزمایش به جای یک بار، نمونه اولیه رنگ تداعی‌کننده غذا سه بار به زنبورها عرضه شد.]۴[ پس از چندین روز حبس، وقتی که زنبورها درست مانند آزمایش اول برای انتخاب رنگ حاضر شدند، تقریباً در تمام مدت به رنگی پرداختند که در سه نمونه اولیه دیده بودند.]۴[
توانایی حفظ اطلاعات مربوط به غذاهای پیوند خورده با رنگ‌ها در طول مدت چندین روز، آن هم تنها با کمترین رویارویی با زمینه رنگی مربوطه قدرت خارق العاده حافظه زنبورهای عسل را در ارتباط با بینایی رنگی نشان می‌دهد.

## مدت زمان یادگیری رنگ‌ها
یکی از شاگردان von Frisch، به نام Elizabeth Opfinger، کشف کرد که زنبورها رنگ را هنگامی که در حال نزدیک شدن به منبع غذا هستند یاد می‌گیرند. Menzel این سؤال را دقیق تر مطرح کرد: زنبورها در چه زمانی رنگ را یاد می‌گیرند و در ذهن ثبت می‌کنند؟ او می‌خواست بداند که آیا زنبورها رنگ را پیش از، در حین، یا پس از دریافت شیره شیرین خود در ذهن ثبت می‌کنند. Menzel برای یافتن پاسخ این سؤال جالب، رنگ مورد نظر را در مراحل مختلف فرایندعرضه غذا به زنبور عسل در زیر ظرف غذا نمایش داد: در حین نزدیک شدن، در حین خوردن و در زمان ترک محل.]۲[
نتیجهٔ این آزمایش نشان داد که زنبورها رنگ را در هر دو مرحله نزدیک شدن به و خوردن غذا در فرایند رویارویی با غذا در ذهن ثبت می‌کند.]۵[ برای اینکه یک زنبور رنگ به خصوصی را به وضوح به یاد آورد، آن رنگ باید در مجموع حدود ۵ ثانیه در پیش روی وی باشد.]۵[ Menzel و همکارانش دریافتند که با اندکی جابجایی، زنبورها معمولاً زمانی بهترین بازدهی را در بیاد آوری دارند که محرک در حدود ۳ ثانیه در حین نزدیک شدن و ۲ ثانیه پس از فرود آمدن و آغاز به خوردن حاضر باشد.]۵[

## زیست‌شناسی عصبی در بینایی رنگی

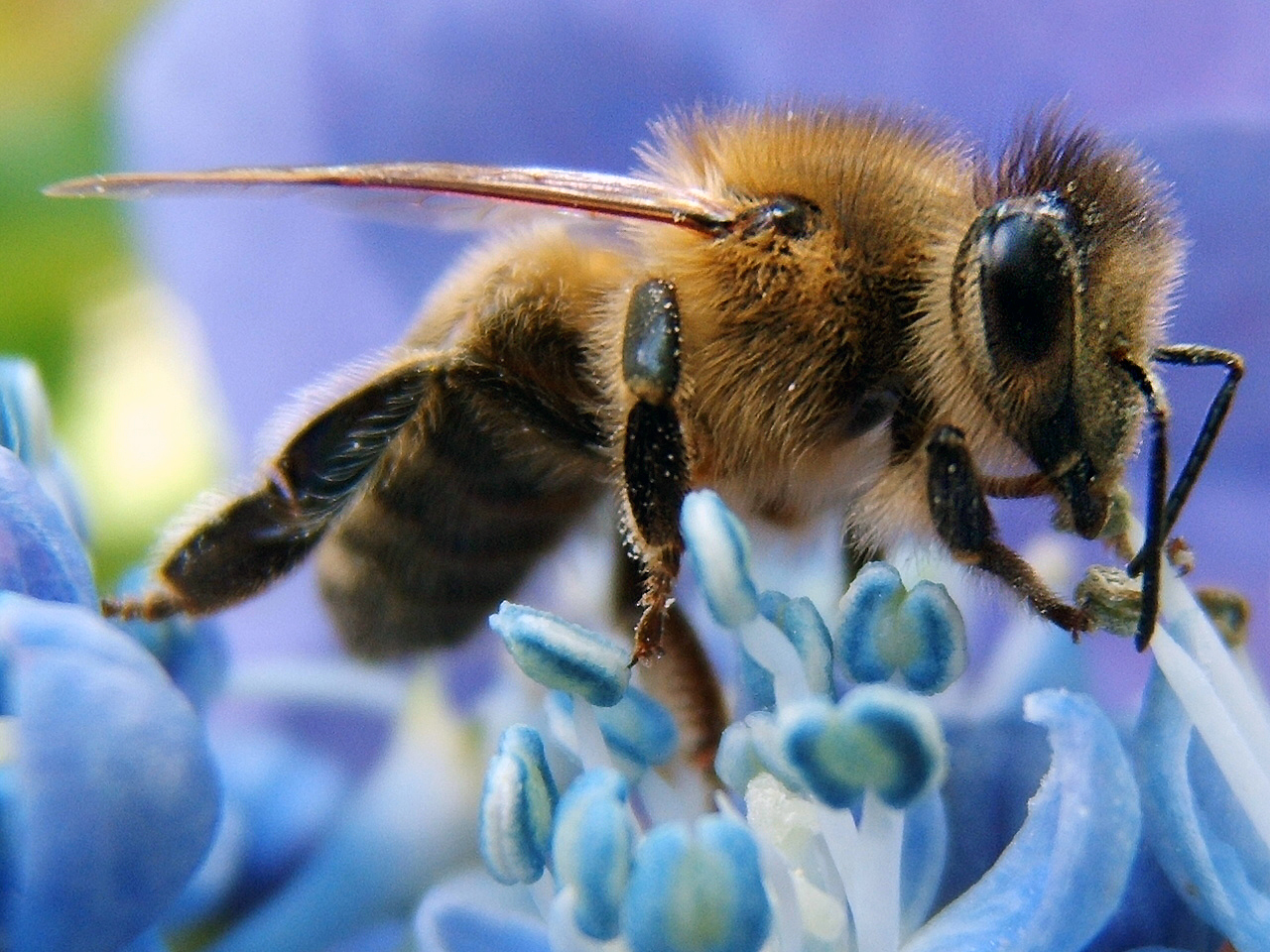
Figure 3. Western Honey Bee

بینایی رنگی در زنبورهای عسل می‌تواند با دید زیست‌شناسی عصبی نیز از نظر ساختار و سازمان چشمان مرکب آن‌ها مورد بررسی قرار گیرد.
در سال ۱۹۷۵ Menzel یک مقاله بنیادین در وصف ریخت و حساسیت بینایی چشم زنبورها ارائه داد.]۶[ او به کدگزاری رنگی شبکیه چشم زنبور عسل با استفاده از یک تکنیک ویژه پرداخت. وی پرتوی به رنگ شفاف به تک تک سلول‌ها تاباند و بازخورد آن‌ها را به در واحدهای جداگانه ثبت کرد. چنین تجزیه ساختار دقیقی او را به این حقیقت رساند که سه نوع دریافت‌کننده در چشم زنبور عسل وجود دارد: ۱) دریافت‌کننده‌های فرابنفش، ۲) دریافت‌کننده‌های آبی، ۳) دریافت‌کننده‌های سبز.]۶[ این سه دریافت‌کننده به وسیلهٔ سه رنگدانه رودوپسین مانند کنترل می‌شوند. این رنگدانه‌ها بیشترین جذب را در طول موج‌های ۳۵۰، ۴۴۰ و ۵۴۰ نانومتر دارند.]۶[
با بررسی دقیق تر این سلول‌ها، ویژگی‌های به خصوصی برای هر یک از انواع دریافت‌کننده‌ها شناسایی شد. مشخص شد که سلول‌های فرابنفش طولانی‌ترین تارهای بینایی را تشکیل می‌دهند.]۶[ این تارهای بینایی بلند با شاخه شاخه‌های خود به صورت انشعابات درخت مانند از تارها و مهره‌ها به زلالیه چشم نفوذ کرده‌اند. دریافت‌کننده‌های آبی و سبز تارهای کم عمق تری دارند.]۶[
Menzel کشف کرد که بیشتر سلول‌هایی که وی مورد مطالعه قرار داده‌است، به طرز جالب توجهی، حساسیت‌های ثانویه‌ای نیز نسبت به دامنه طول موج‌هایی که دو نوع دریافت‌کننده دیگر در آن بیشترین فعالیت را داشتند، از خود نشان می‌دادند.]۶[ او با استفاده از آزمایش‌های بینایی نشان داد که قابلیت دریافت این طول موج‌ها ناشی از کوپلینگ الکتریکی است.]۶[

## برقراری ارتباط
جویندگان غذا گل‌هایی را که پیدا کرده‌اند به هم نشان می‌دهند تا به این ترتیب زنبورهای کارگر دیگر کندو را نیز برای جستجوی غذا در همان ناحیه به کار بگیرند. عوامل مؤثر در جذب دیگر زنبورها به‌طور کامل شناسایی نشده‌اند، اما احتمالاً شامل ارزیابی کیفی شیره و/ یا گرده جمع‌آوری شده می‌باشد.
دو فرضیه اصلی برای توضیح چگونگی اطلاع‌رسانی جویندگان غذا به یکدیگر وجود دارد --- نظریه «رقص ارتعاشی» یا «زبان رقص» و نظریه «با بو علامت دادن». نظریه زبان رقص از پذیرش بسیار گسترده تری برخوردار است و پشتوانه عملی بسیار بیشتری نیز دارد. این دو نظریه از یک جنبه دیگر نیز متفاوتند و آن اینکه اولی نقش مهمی برای بو در جذب نیروها قایل است (یعنی جذب مؤثر نیروها بر رقص به اضافه بو تکیه دارد)، حال آنکه دومی مدعی است رقص حقیقتاً بی ربط است(جذب نیرو تنها بر پایه بو استوار است).
از مدت‌ها پیش می‌دانیم که زنبورهای عسل غربی که در جستجوی غذا موفق بوده‌اند در بازگشت خود به کندو نوعی رقص را به نمایش می‌گزارند، که به رقص ارتعاشی معروف است، و نشان می‌دهد که غذا بسیار دور است، در حالیکه رقص دایره‌ای نسخه کوتاه شده رقص ارتعاشی است و نشان می‌دهد که غذا در همین نزدیکی است. جستجوگری که دست پر باشد، با الگویی دوار مسیری دندانه دندانه را طی می‌کند و گه گاه نیز عرض دایره را با الگویی زیگزاگ یا ارتعاشی می‌پیماید. ارسطو این رفتار را در کتاب Historia Animalium خود توصیف کرده‌است. در آن زمان فکر می‌کردند که این کار برای جلب توجه زنبورهای دیگر است.
در سال ۱۹۴۷، ]نیازمند نقل منبع[ Karl von Frisch میان حرکات مستقیم و دوار رقص و فاصله و جهت منبع غذا از کندو رابطه کشف کرد. جهت‌گیری در رقص با موقعیت خورشید نسبت به منبع غذایی در ارتباط است و طول قسمت ارتعاشی در رقص مرتبط با فاصله نسبت به کندوست. همچنین هرقدر که حرکات نمایشی پرشور و حرارت تر باشد، نشان دهنده بهتر بودن غذاست. هیچ مدرکی دال بر اینکه این شکل از برقراری ارتباط مبتنی بر یادگیری فردی باشد، در دست نیست.
Von Frisch برای اثبات نظریه خود یک سلسله آزمایش‌های انجام داد.]۷[ در سال ۱۹۷۳ به خاطر کشفیات وی جایزه نوبل در فیزیولوژی یا داروسازی به او اعطا شد.
یکی از مهم‌ترین اسناد دال بر اصالت و کارایی این رقص این است که تمامی گونه‌ها و نژادهای زنبور عسل چنین رفتاری را به نمایش می‌گزارند، البته جزئیات اجرای آن در میان گونه‌های مختلف متفاوت است. برای مثال در Apis Florea و Apis andreniformis(«زنبورعسل‌های کوتوله») این رقص در بخش پشتی و افقی لانه که روباز است انجام می‌شود. حرکات مستقیم و رقص‌آمیز در این گونه‌ها مستقیماً به سمت منبع غذایی اشاره می‌کنند. هم چنین در هر گونه از زنبورعسل ارتباطی با ویژگی‌های خاص آن گونه، میان فاصله و حرکات ارتعاشی وجود دارد.]۸[ رفتاری که اینچنین وابسته به گونه جانوری است نشانگر این حقیقت است که این شکل از برقراری ارتباط نه بر پایه یادگیری، بلکه بیشتر به صورت ژنتیکی شکل می‌گیرد. و نیز چگونگی تکامل این رقص را بیان می‌دارد.
آزمایش‌های گوناگون ثابت کرده‌اند که تغییر شرایطی که رقص تحت آن صورت می‌گیرد منجر به تغییرات خصوصیتی در جذب نیرو به سوی منابع خارجی می‌گردد]۹[، که این با نتیجه گیری‌های اولیه von Frisch هماهنگی دارد. محققان انواع دیگری از برقراری ارتباط با استفاده از رقص را نیز در زنبورهای عسل، مانند رقص لرزشی کشف کرده‌اند.

## علامت دادن با استفاده از بو
در حالیکه اکثریت محققان معتقدند که رقص زنبورها اطلاعات کافی برای پیدا کردن منابع را بدست می‌دهند، طرفداران نظریه علامت دادن با استفاده از بو این‌گونه استدلال می‌کنند که رقصیدن هیچ رهنمون مشخصی نسبت به منبع شیره نمی‌دهد. در عوض آن‌ها بر این باورند که زنبورها در اصل به خاطر بو جذب می‌شوند. هدف از رقصیدن تنها جلب توجه به زنبور کارگر در حال بازگشت است، تا به این ترتیب او بتواند بوی شیره را به کارگرهای دیگر نیز برساند که آن‌ها نیز از آن پس رد بو را تا منبع غذایی دنبال خواهند کرد.
مستندات اصلی در دست مدافعان نظریه علامت دادن با استفاده از بو، آزمایش‌های بالینی است که روی منابع شیرینی بدون بو انجام شده و نشان می‌دهند که زنبورهای کارگر از جذب نیرو به آن منابع ناتوانند ]نیازمند نقل از منبع[ و هم چنین اشکالات منطقی وارد بر این تفکر که رقصی در مقیاس کوچک (در یک بازه چند سانتی متری) بتواند گراهایی با دقت کافی برای حفظ زنبورهای دیگر در مسیر درست، بدهد، آن هم در طول پروازی که می‌تواند کیلومترها به طول بینجامد. اشتباه در خواندن مسیر حتی به اندازه چند درجه، زنبور را صدها متر نسبت به مقصد نهایی منحرف خواهد ساخت.]نیازمند نقل از منبع[
هیچ یک از این دو برهان نظریه رقص را از اعتبار نمی‌اندازد، بلکه تنها این تفکر را قوت می‌بخشد که بو هم می‌تواند مؤثر باشد، که قطعاً مورد تصدیق همه طرفداران نظریه رقص است. نقادان نظریه علامت دهی با استفاده از بو در پاسخ به این اشکالات، بیان می‌دارند که اکثریت منابع شیره طبیعی باغستان‌های نسبتاً بزرگ یا سطح مزارع هستند، تعیین دقیق محل چندان ضروری یا حتی مطلوب به نظر نمی‌رسد. آن‌ها هم چنین تکرارپذیری آزمایش منبع بدون بو را مورد تردید قرار داده‌اند.
آزمایش‌های ماهرانه William F. Towne از دانشگاه Kutztown در پنسیلوانیا، از اهمیت ویژه‌ای در این جدال برخوردار است. مثل این فایل pdf که در آن کندوها در وضعیت عملیاتی «تصویر آینه» قرار می‌گیرند، و به این ترتیب گول می‌خورند و هم خودشان حول یک مکان اشتباه برای منبع شیره می‌رقصند و هم جویندگان دیگر را به سوی آن منبع اشتباه می‌کشانند، و تنها زمانی که خورشید در پشت ابرها پنهان می‌شود آن‌ها مجبور می‌شوند که بیشتر به هدایت بر اساس اطلاعات زمینه‌ای تا مواضع خورشیدی تکیه کنند. وقتی که پوشش ابرها ناپدید می‌شود، تعداد فزاینده‌ای از زنبورها شروع می‌کنند به اصلاح رقص خود تا مکان درست شیره را نشان بدهند، و سرکشی‌های جویندگان غذا به سوی مکان درست تغییر جهت می‌دهد.
بحث علمی میان این دو نظریه به شدت جانب دارانه و اغلب خصومت‌آمیز است. برای مروری کلی ادامه مطلب را بخوانید. Adrian Wenner، یک محقق نوین زنبورها، سردسته طرفداران نظریه غلامت دهی با استفاده از بو (ضد- رقص) است. Julian O’Dea یکی از حامیان نظریه‌های Wenner، توجیه متحول‌کننده‌ای برای «رقص ارتعاشی» ارائه داده‌است، که برقراری ارتباط از یک زنبور به زنبور دیگر را دربرنمی گیرد، وی ادعا می‌کند که رقص زنبورها می‌تواند یک حرکت غریزی ساده باشد که هیچ اطلاعات خاصی را منتقل نمی‌کند]۱[.
آزمایش‌های روی مبتدیان پرورشی که در واقع قادر بودند نوعی شبیه‌سازی از جذب نیرو را ارائه دهند]۱۰[ که در صورت بی معنی بودن رقص زنبورها غیرممکن است، در تضاد با این استدلال است.
یک مقاله که در ۱۸ سپتامبر ۲۰۰۹ در New Scientist به چاپ رسید، علیه نظریه استفاده زنبورها از اطلاعات موجود در رقص برهان اقامه کرده‌است]۲[.
این جدال همچنان پای برجاست، و این اساساً به خاطر وجود عدم تقارن میان دو جبهه‌است، کسانی که برقراری ارتباط به وسیلهٔ رقص را مورد مطالعه قرار می‌دهند، به خودی خود معترفند که بو یک جزء ضروری در سیستم برقراری ارتباط است، و حتی در مراحل گوناگون فرایند جذب نیرو، لازم است، از جمله وقتی که یک جوینده جذب شده به نزدیکی منبع می‌رسد (برای مثال ]۱۱[)، حال آنکه مدافعان علامت دهی با استفاده از بو، به هیچ وجه معنی دار بودن رقص را به رسمیت نمی‌شناسند. نتایج آزمایشگاهی گوناگون گواه بر اینند که رقص به واقع حامل اطلاعاتی است، اما ممکن است کاربرد این اطلاعات وابسته به شرایط باشد (برای مثال ]۱۲[)، و این می‌تواند چرایی ناسازگاری نتایج آزمایش‌های اولیه را توضیح دهد. به‌طور خلاصه، هر دو طرف نزاع بر سر اینکه بو در جذب نیروها به سوی منابع مورد استفاده‌است توافق دارند، اما در دیدگاه خود نسبت به محتوی اطلاعاتی رقص به شدت اختلاف دارند.
توجه: بیشتر تحقیقات روی هر یک از دو نظریه رقیب حول برقراری ارتباط محدود به زنبورعسل غربی بوده‌است (به جز کار F.C. Dyer، در ]۳[ ببینید). گونه‌های دیگر Apis روش‌های مشابه ولی با همین قالب را مورد استفاده قرار می‌دهند، و انواع دیگر زنبورها روی هم رفته از شیوه‌های دیگری استفاده می‌کنند.

## تشریک منابع غذایی
مبادله غذا، یا همان تشریک منابع غذایی، نیز با ابزار برقراری ارتباط ممکن می‌شود و شامل اطلاعات دربارهٔ کیفیت منبع غذایی و در نتیجه رقابت بر سر آن، تقاضا برای آب و دمای مناسب، و مراقبت از ملکه می‌شود (Sebeok، ۱۹۹۰).

## فرومن‌های بنیادین
برای اطلاعات زمینه‌ای بیشتر دربارهٔ این موضوع، Pheromone(زنبور عسل) را ببینید.
تحقیقات منتشر شده در سال ۲۰۰۴ که توسط دانشمندانی تحت سرپرستی دکتر Zachary Huang، در دانشگاه Michigan State انجام گرفت، نشان می‌دهد که فرومنهای بنیادین نقش مهمی در چگونگی تقسیم کار بهینه در کلنی زنبورعسل ایفا می‌کند. برای بقای حیات یک کلنی زنبور که گاه شامل ۵۰۰۰۰ تا ۱۰۰۰۰۰ عدد زنبور است، ساختار اجتماعی آن باید نسبت به تغییرات فصلی و دسترس‌پذیری غذا انعطاف‌پذیر باشد، تقسیم کار باید طبق منابع بدست آمده از جستجوی غذا تنظیم شود. در حالیکه تقسیم کار در یک کلنی زنبور بسیار پیچیده‌است، تقریباً می‌توان کارها را در دو دسته کار بیرون از کندو و کار درون کندو قرار داد. زنبورهای جوان تر در داخل کندو به ایفای نقش می‌پردازند حال آنکه زبورهای پیرتر خارج از کندو اکثراً به عنوان جویندگان غذا نقش ایفا می‌کنند. تیم Huang کشف کردند که زنبورهای جستجوگر ماده‌ای شیمیایی به نام اتیل اولئیت را در معده خود جمع‌آوری و با خود حمل می‌کنند. زنبورهای جستجوگر این فرومن بنیادین را به زنبورهای کارگر می‌خورانند، و این ماده شیمیایی آن‌ها را رد وضعیت شیرخوارگی نگه می‌دارد، فرومن نوزادان را از بلوغ زودهنگام و تبدیل به زنبورهای جستجوگر محافظت می‌کند. با مرگ زنبورهای جستجوگر اتیل اولئیت کمتری به کندو می‌رسد و زنبورهای نوزاد با سرعت بیشتری بالغ و تبدیل به جوینده غذا می‌شوند. به نظر می‌رسد که این سیستم کنترلی نمونه‌ای از تصمیم‌گیری نامتمرکز در کلنی زنبورهاست.
ادراک
آزمایش‌های James Gould نشان می‌دهد که احتمالاً زنبورهای عسل نقشه‌ای شناختی برای اطلاعاتی که از طریق یادگیری اندوخته‌اند، دارند، و هنگام برقراری ارتباط از آن استفاده می‌کنند.
وی در یک آزمون که در سال ۱۹۸۳ در Science News گزارش شد، یک منبع شربت را هر روز ۲۵٪ دورتر از روز قبل نسبت به کندو قرار می‌داد.]۱۳[ زنبورها به‌طور معمول مکان آن را به یکدیگر اطلاع می‌دادند. سپس وی منبع را روی قایقی که در وسط یک دریاچه کوچک لنگر انداخته بود نهاد. هنگامی که زنبورهای دیده ور به کندو بازگشتند تا یافته‌های خود را اطلاع دهند، زنبورهای دیگر از دنبال کردن آن‌ها خودداری می‌کردند، چراکه انتظار نداشتند در وسط دریاچه غذا پیدا کنند، با اینکه بارها برای دستیابی به منابع گرده در لبه دیگر دریاچه از روی آن پرواز می‌کردند.
در یک آزمون دیگر که در ۱۹۸۶در Discover با عنوان «شیرینی یک سؤال: آیا زنبورها باهوشند؟» Gould چند زنبور را جذب طعمه شربت مصنوعی نمود و به تدیج آن را از کندو دور ساخت تا اینکه آن‌ها به این کار عادت کردند. او زنبورهای آموخته را علامت‌گزاری کرد و در یک ظرف تاریک قرار داد، و آن‌ها را به مکانی که کندو همچنان دیده می‌شد اما ظرف دیگر دیده نمی‌شد، منتقل کرد. وقتی که زنبورها یکی یکی آزاد شدند، ابتدا برای چند لحظه کوتاه سردرگم به نظر می‌رسیدند، اما پس از آن مستقیماً به سوی ظرف پنهان شده پرواز کردند. ۷۳ تا از ۷۵ زنبور در مدت زمان تقریبی ۲۸ ثانیه به ظرف رسیدند. واضح است که آن‌ها با ترسیم یک مسیر پرواز جدید بر روی نقشه شناختی خود از فضای اطراف این شاهکار را ترتیب دادند.